# يوميكو إيغاراشي
يوميكو إيغاراشي (باليابانية: いがらしゆみこ) (ولدت في 26 أغسطس 1950) في أساهيكاوا، هوكايدو) هي مانغاكا يابانية من أشهر أعمالها سلسلة المانغا موكا موكا. تقيم حاليا في سابورو، هوكايدو.
نشرت أول أعمالها عندما كانت في الصف الثالث الثانوي في مجلة مانغا. حازت على جائزة كودانشا للمانغا عام 1977 عن عملها كاندي كاندي.

## أهم أعمالها
- سيف باروس (تأليف كاورو كوريموتو, مؤلفة سلسلة روايات غوين ساغا)

## وصلات خارجية
- يوميكو إيغاراشي على موقع روتن توميتوز (الإنجليزية)
- يوميكو إيغاراشي على موقع ANN person (الإنجليزية)
- الموقع الرسمي
- يوميكو إيغاراشي في شبكة أخبار الأنمي (بالإنجليزية)